# North Providence (Rhode Island)
North Providence – miasto w Stanach Zjednoczonych, w stanie Rhode Island, w hrabstwie Providence.